# Coritiba Crocodiles
Coritiba Crocodiles  é uma equipe de futebol americano brasileira, sediada em Curitiba, Paraná, fundada por amigos que costumavam se reunir para assistir as partidas da NFL.
O nome do time surgiu para homenagear o jacaré que habitava o lago do Parque Barigui
Atualmente, é filiado à CBFA e FPFA, além de disputar o Campeonato Brasileiro de Futebol Americano.

## História
O Barigui Crocodiles foi fundado em 21 de junho de 2003 por um grupo de amigos fãs da NFL. Inicialmente esses amigos se reuniam para assistir aos jogos da NFL, mas com o passar do tempo resolveram praticar o esporte no Parque Barigui, em Curitiba. Originalmente o time foi batizado de Barigui Crocodiles em homenagem ao local escolhido para os treinos e aos jacarés que habitavam o lago do parque. Em 2011, o Barigui Crocodiles passou a se chamar Coritiba Crocodiles após uma parceria firmada com o o Coritiba.
Em 2008, foi o primeiro time brasileiro a realizar um partida internacional, contra o Emperadores do Uruguai.
Em 2009, também disputou o Pantanal Bowl, ficando com o vice-campeonato.
No dia 21 de janeiro de 2011, foi concretizada a parceria entre o antigo Barigüi Crocodiles e o Coritiba Foot Ball Club para formar o Coritiba Crocodiles.
No final de 2011, chegou a final do Campeonato Brasileiro perdendo para o Fluminense Imperadores por 14 a 7. Sendo que o Coritiba Crocodiles, atingiu o maior público em uma partida de futebol americano no Brasil.
No Brasil Bowl em 2011 o Crocodiles levou mais de 8 mil pagantes e em 2014 levou mais de 6 mil espectadores ao Estádio Couto Pereira.
Em 2012, chegou à final novamente porém perdeu para o Cuiabá Arsenal.
No dia 14 de dezembro de 2013 o Crocodiles se sagrou campeão brasileiro ao vencer o João Pessoa Espectros pelo placar de 23 a 14 em jogo realizado na Paraíba, concretizando uma temporada invicta e histórica.
Foi campeão das edições de 2013 e 2014 do Brasil Bowl.
Em 2022 sagrou-se tricampeão brasileiro, e conquistou o décimo segundo título estadual em 2025, recordista em ambas competições.

## Tragédia e Recuperação

Acidente do Coritba Crocodiles na Serra das Araras.

Em 2024, mais especificamente dia 21 de setembro, ocorreu uma tragédia com o time do Coritiba Crocodiles. O ônibus que transportava a equipe sofreu um acidente na altura do Quilômetro 225 na Serra das Araras, em Pirai, Rio de Janeiro. O veículo carregava 43 pessoas, e no acidente 11 pessoas ficaram feridas e três atletas morreram. Lucas de Castro Rodrigues Barros de 19 anos, Lucas Padilha "o Pinguim" de 42 anos e Daniel Antônio dos Santos de 44 anos foram vitimados na tragédia.
Vários times do meio fizeram luto e homenagem a equipe, incluindo times de futebol, em destaque o Coritiba Futebol Clube e seus rivais, Athletico Paranaense e o Paraná Clube. A Confederação Brasileira de Futebol Americano (CBFA) também prestou solidariedade em uma nota. "É com profundo pesar que a (CBFA) comunica o trágico acidente ocorrido na manhã deste sábado, dia 21, envolvendo o ônibus que transportava a delegação da equipe Coritiba Crocodiles. O veículo, que se dirigia ao Rio de Janeiro para uma partida oficial, tombou na descida da Serra das Araras, em Piraí (RJ), na altura do km 225 da Rodovia Presidente Dutra."
A equipe voltou aos gramados no dia 8 de Março de 2025, numa partida no Campeonato Paranaense de Futebol Americano. A partida emocionou jogadores e torcida, com um post do time nas redes sociais ressaltando o acidente. A equipe jogou contra o Ponta Grossa Phantoms, e venceu a partida por 35 a 13. A equipe continua se recuperando da dolorida tragédia.

## Time Juvenil
Atualmente, o Coritiba Crocodiles conta com escolinha infantil. Os garotos aprendem sobre o esporte e desenvolvem habilidades que poderão ser aproveitadas pelo time principal.
Em 2014 o Croco iniciou uma equipe sub-17, que explica o jogo, faz treinos práticos do esporte e treinos físicos.
Em 2016 o Croco iniciou a equipe sub-19, que desenvolve suas práticas esportivas junto da equipe principal.

## Infraestrutura
Graças a parceria com o time de futebol Coritiba, a equipe treina e joga no mais tradicional estádio do Paraná o Couto Pereira, com capacidade de 40.310 espectadores.

## Uniforme
- Primeiro uniforme: Camisa preta com números verdes, calça preta e meias pretas.
- Segundo uniforme: Camisa branca com números verdes, calça branca e meias brancas.

## Títulos

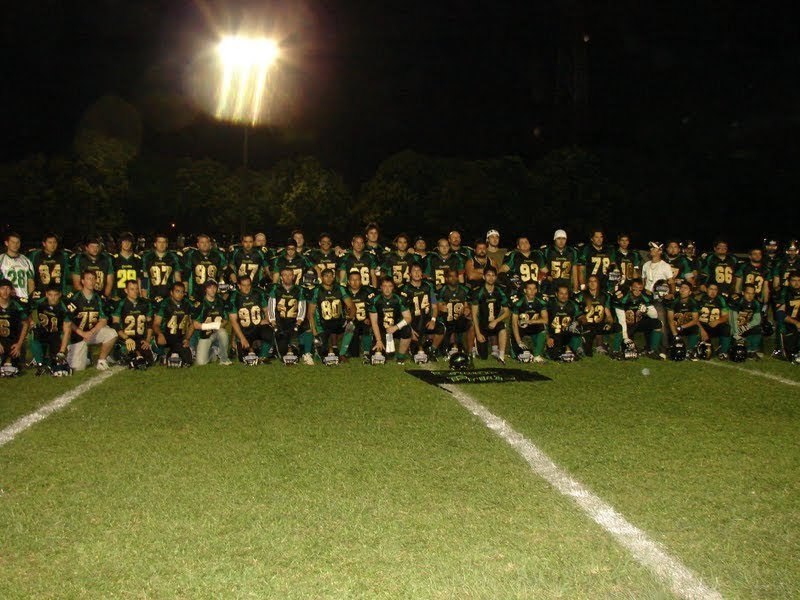
Equipe do Coritiba Crocodiles Tricampeã do Torneio Paranaense 2009-2011

Campeão invicto
| HONRARIAS          | HONRARIAS                              | HONRARIAS | HONRARIAS                                                               |
|                    | Honra                                  | Títulos   | Temporadas                                                              |
| ------------------ | -------------------------------------- | --------- | ----------------------------------------------------------------------- |
|                    | Tríplice Coroa                         | 4         | 2010, 2011, 2013 e 2014                                                 |
| NACIONAIS          |                                        |           |                                                                         |
|                    | Competição                             | Títulos   | Temporadas                                                              |
| Brasil             | Campeonato Brasileiro                  | 3         | 2013, 2014 e 2022                                                       |
| Brasil             | Liga Brasileira - Divisão Azul         | 2         | 2010 e 2011                                                             |
| REGIONAIS          |                                        |           |                                                                         |
|                    | Competição                             | Títulos   | Temporadas                                                              |
|                    | Superliga Centro-Sul                   | 2         | 2014 e 2015                                                             |
|                    | Conferência Sul                        | 5         | 2010, 2011, 2012, 2013 e 2017                                           |
|                    | Torneio Touchdown - Divisão Sul        | 1         | 2009                                                                    |
|                    | Copa Sul de Flag Football              | 1         | 2023                                                                    |
| ESTADUAIS          |                                        |           |                                                                         |
|                    | Competição                             | Títulos   | Temporadas                                                              |
| Paraná             | Campeonato Paranaense                  | 12        | 2009, 2010, 2011, 2012, 2013, 2014, 2015, 2018, 2022, 2023, 2024 e 2025 |
| Paraná             | Campeonato Paranaense de Flag Football | 1         | 2024                                                                    |
| TOTAL              |                                        |           |                                                                         |
|                    | Conquistas                             | Títulos   | Categorias                                                              |
|                    | Títulos oficiais                       | 27        | 5 Nacionais, 9 Regionais e 13 Estaduais                                 |
| CATEGORIAS DE BASE |                                        |           |                                                                         |
|                    | Competição                             | Títulos   | Temporadas                                                              |
| Brasil             | Campeonato Brasileiro Sub-20           | 1         | 2022                                                                    |

### Campanhas de destaque
| Coritiba Crocodiles   | Coritiba Crocodiles                                                         | Coritiba Crocodiles        | Coritiba Crocodiles | Coritiba Crocodiles |
| Torneio               | Campeão                                                                     | Vice-campeão               | Terceiro colocado   | Quarto colocado     |
| --------------------- | --------------------------------------------------------------------------- | -------------------------- | ------------------- | ------------------- |
| Campeonato Brasileiro | 3 (2013, 2014, 2022)                                                        | 4 (2010, 2011, 2012, 2015) | 2 (2017, 2023)      | 1 (2009(1)          |
| Torneio Touchdown     | Não possui                                                                  | Não possui                 | Não possui          | 1 (2009)            |
| Campeonato Paranaense | 12 (2009, 2010, 2011, 2012, 2013, 2014, 2015, 2018, 2022, 2023, 2024, 2025) | 1 (2016)                   | Não possui          | Não possui          |

### Temporadas
Campeão.
     Vice-campeão.
| 2025 | Final         | Não disputado     | A disputar        |               |               |
| 2024 | Final         | Não disputado     | Não disputado(2)  |               |               |
| 2023 | Final         | Não disputado     | Quartas de final  |               |               |
| 2022 | Final         | Não disputado     | Final             |               |               |
| 2021 | Não disputado | Não disputado     | Não disputado     | Não disputado | Não disputado |
| 2020 | Não disputado | Não disputado     | Não disputado     | Não disputado | Não disputado |
| 2019 | Semifinal     | Temporada regular | Temporada regular |               |               |
| 2018 | Final         | Final             | Temporada regular |               |               |
| 2017 | Semifinal     | Final             | Semifinal         |               |               |
| 2016 | Final         | Final             | Temporada regular |               |               |
| 2015 | Final         | Final             | Final             |               |               |
| 2014 | Final         | Final             | Final             |               |               |
| 2013 | Final         | 1º                | Final             |               |               |
| 2012 | Final         | Final             | 1º                |               |               |
| 2011 | Final         | Final             | Final             |               |               |
| 2010 | Final         | Final             | Final             |               |               |
| 2009 | Final         | 1º                | Semifinal         |               |               |